# 153P/Ikeya-Zhang
153P/Ikeya-Zhang, komet.